# Joshua Tree, 1951: A Portrait of James Dean
Joshua Tree, 1951: A Portrait of James Dean je americký hraný film z roku 2012, který režíroval Matthew Mishory podle vlastního scénáře. Film zachycuje několik epizod ze života herce Jamese Deana. Snímek měl světovou premiéru na Mezinárodním filmovém festivalu v Seattlu 24. května 2012.

## Děj
James Dean a jeho spolubydlící vyrážejí v roce 1951 na pozvání do pouště Joshua Tree v Kalifornii. O rok později navštěvuje kursy herectví na UCLA. Udržuje poměr se svým spolubydlícím i s producentem Rogerem. Posléze odjíždí do New Yorku.

## Obsazení
| James Preston           | James Dean           |
| Dan Glenn               | spolubydlící         |
| Clare Grant             | Beverly              |
| Erin Daniels            | matka spolubydlícího |
| Rafael Morais           | Johny                |
| Edward Singletary       | Roger                |
| Darri Ingolfsson        | James DeWeerd        |
| Edgar Morais            | Franco               |
| Dalilah Rain            | Violet               |
| Christopher Higgins     | Arthur Rimbaud       |
| Clint Catalyst          | Johnny               |
| Jay Donnell             | Preston              |
| Tony Herbert            | důstojník            |
| Elizabeth Hirsch-Tauber | Claudia              |
| David Pevsner           | učitel herectví      |